# 亚龙湾

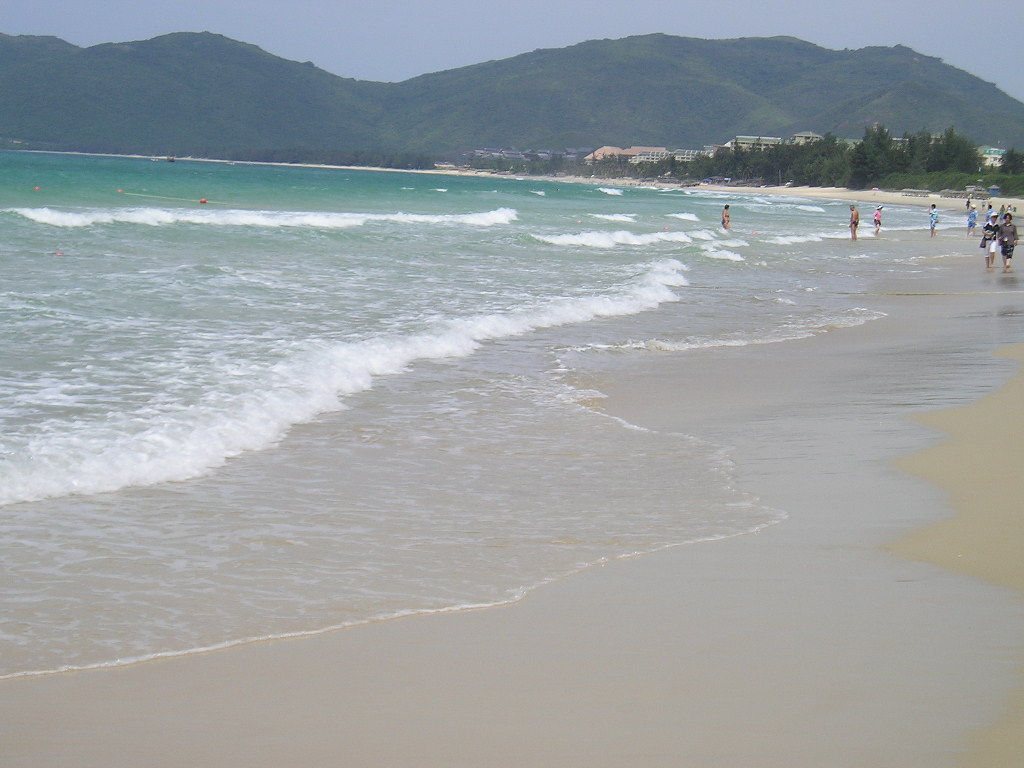
由亚龙湾碼頭西望，有洁白的沙滩和蔚蓝色的海水

亚龙湾国家旅游度假区是中华人民共和国海南省三亚市东郊的一处热带海滨风景区，距离市中心区约10公里。鄰近龍坡海軍基地。

## 历史
亞龍灣為一个月牙湾，拥有7千米长的银白色海灘，沙质相当细腻。而这里的南海没有受到污染，海水洁净透明，远望呈现几种不同的蓝色，而水面下珊瑚種類豐富，是国家级海洋自然保护区三亚珊瑚礁自然保护区的一部分，可清楚觀賞珊瑚，適合多種水面下活動包括潛水等，令海底成為了當地的旅遊的核心。岸上林木郁郁葱葱。冬季这里的气温27摄氏度，水温20摄氏度，是一处理想的冬季避寒和休闲度假胜地。号称“东方夏威夷”。沿海岸一带布满多座高级酒店，包括國際五星級的假日酒店和国内知名酒店亚龙湾华宇度假酒店。
该湾的锦母角、亚龙角是攀岩的良好场所。海湾以中心有野猪岛为中心，南有东洲岛、西洲岛，西面有东排、西排，可开展多种水上运动。

## 图片

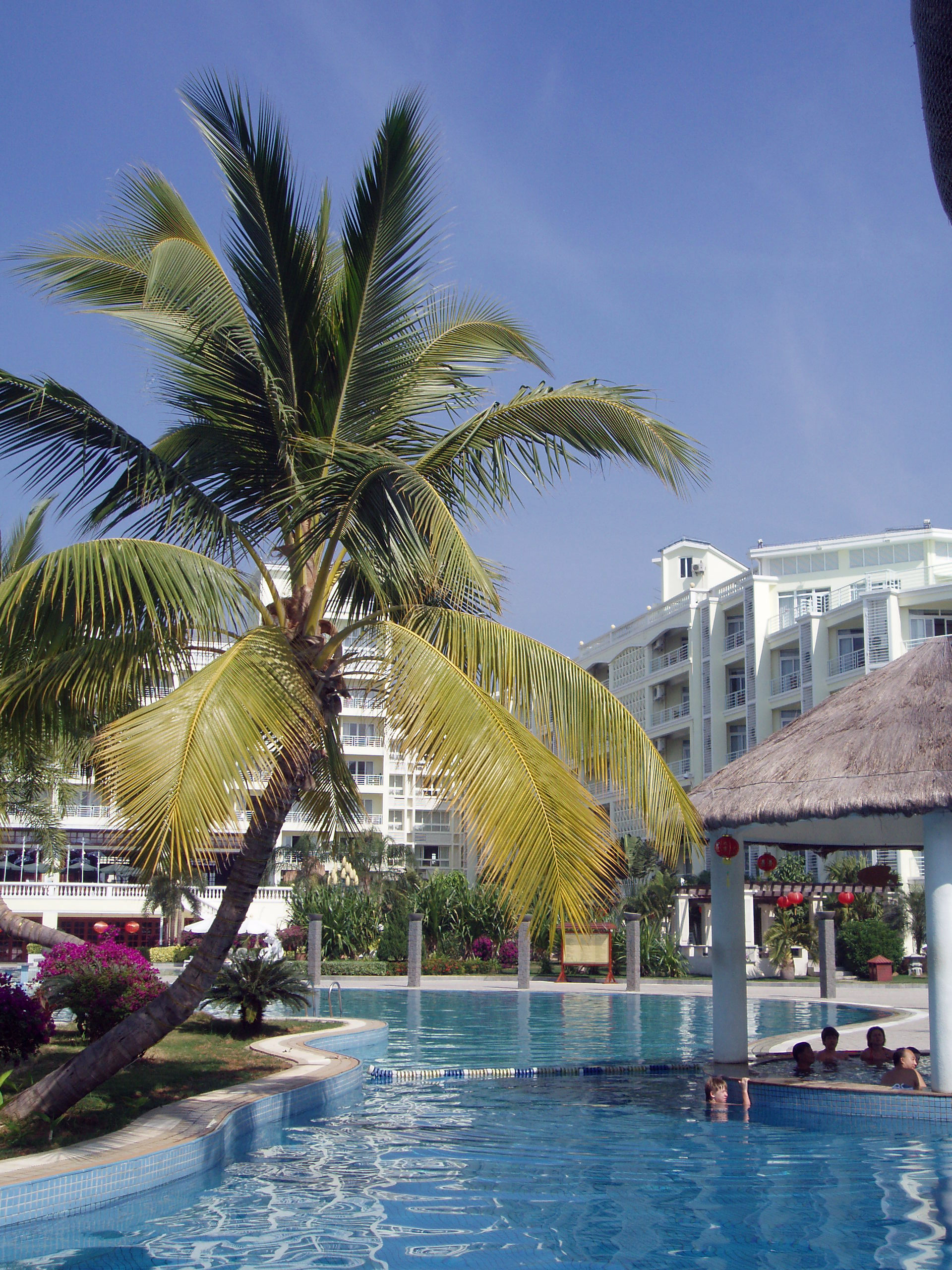
亚龙湾宾馆
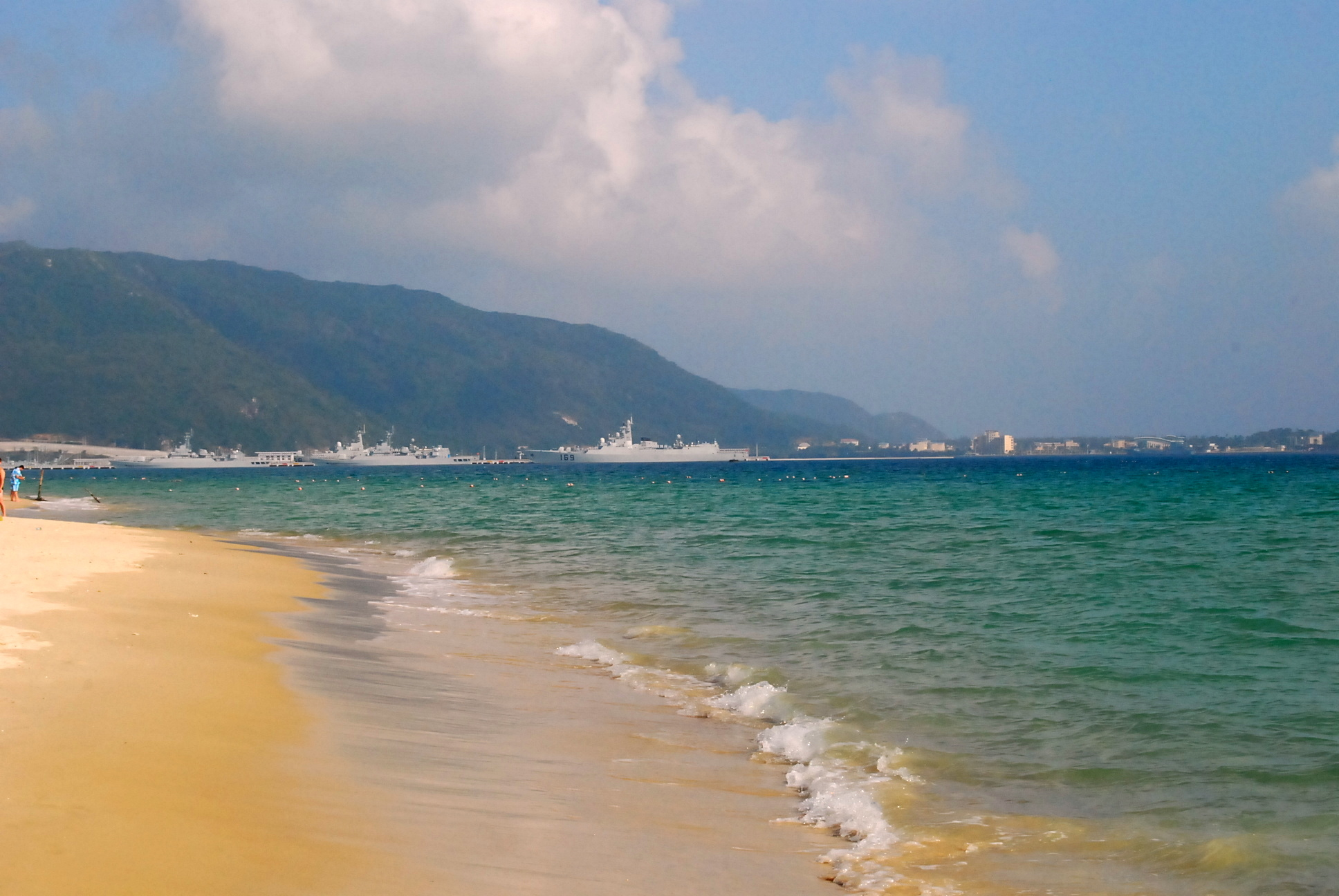
从亚龙湾远眺军港